# Avenida Amaral Peixoto (Niterói)
Avenida Ernani do Amaral Peixoto, popularmente conhecida como Avenida Amaral Peixoto, é uma das principais vias urbanas niteroiense do centro da cidade; tendo sida erguida quando Niterói era a então capital estadual do Rio de Janeiro.. 

## Características gerais
A avenida foi construída correspondendo ao plano da década de 1920 para o conjunto do chamado Centro Cívico estadual Fluminense que tem por base a Praça da República e que foi executada durante o governo estadual de Feliciano Sodré, que previa ser aberta uma ampla avenida tangenciando tal praça, ligando o conjunto à estação da barcas na Praça Arariboia e interligando as avenidas Marquês do Paraná e a Visconde do Rio Branco. Durante a década de 1940, quando a avenida de fato começou a ser construída, esta foi nomeada em homenagem ao ex-interventor e governador fluminense, Ernani do Amaral Peixoto, e foi inspirada aos moldes da Avenida Presidente Vargas do Centro da Cidade do Rio de Janeiro. 
A via promoveu o desmembramento de terrenos modificando o traçado de várias quadras do Centro. Foram demolidos vários prédios para a implantação do novo loteamento. É o atual centro financeiro de Niterói, reúne um conjunto de edificações que ajudam a contar a história da cidade e de sua expansão ao longo dos anos.

## História
Constando no projeto arquitetônico-urbanístico do Centro Cívico da Praça da República, sua função foi estabelecer o Eixo Monumental entre o centro cívico da Praça da República com a Estação Hidroviária na Praça Martin Afonso (atual Praça Arariboia), que ligava Niterói a então capital federal, a cidade do Rio de Janeiro, além de dar nova face a antiga capital do estado. 
A monumentalidade de todo o projeto, os custos e as mudanças políticas sucessivamente adiaram sua construção. A abertura do Eixo Monumental, agora nomeada como Avenida Ernani do Amaral Peixoto, só foi possível em 1942, em pleno Estado Novo, e foi o marco do processo de modernização da cidade. Somente em 1950 completou-se toda a  avenida, chegando à Avenida Marquês do Paraná.

## Conjunto arquitetônico
A avenida possui uma fórmula gabaritada com edifícios de até 13 pavimentos construídos colados nas divisas, modulados pela testada frontal de 24 metros, embora é observado que nem todos os lotes tiveram a testada generosa defendida para o projeto, sendo que variavam entre 10, 12 e 18 m, com profundidade de 23 m, em sua maioria. As galerias para o abrigo dos pedestres são também uma característica marcante – com pé-direito duplo, possuindo 6,8 m de altura e quatro metros de passeio coberto e um metro de passeio desabrigado entre os pilares da galeria e o meio fio.
Um dos edifícios mais emblemáticos da avenida é o Edifício das Secretarias, uma construção modernista, fachada em concreto aparente, com breeze soleil, pilotis e pavimentos-tipo livres, elevadores abrindo para o passeio público, além de esquadrias deslizantes e com venezianas. O edifício contava ainda com um painel de Burle Marx que foi retirado em 1972. O edifício complementava o inicio da Avenida Amaral Peixoto no seu primeiro trecho e se confrontava com o antigo edifício do Fórum (o Palácio da Justiça), em estilo eclético.
Também é um marco da avenida o prédio do antigo Banco Predial do Estado do Rio de Janeiro, tradicional instituição bancária do Estado do Rio naquela época, que durante a administração de Manoel João Gonçalves, inaugurou o seu novo Edifício-Sede em 23 de outubro de 1954, este prédio foi o local onde funcionou por maior período de tempo a sede do banco. Localizado no Centro da cidade de Niterói, na esquina da Avenida Amaral Peixoto com a Avenida Visconde do Rio Branco, estando de fronte a Praça Arariboia; o edifício de onze andares possui arquitetura moderna e atualmente suas instalações são usadas pelo Banco Itaú.

## Cultura
A Avenida Amaral Peixoto é o principal local onde ocorrem os desfiles carnavalescos das Escolas de Samba sediadas na cidade de Niterói.
Tal avenida também abriga a Praça da República um conjunto formado por praça e pelos edifícios públicos de arquitetura eclética tombado pelo patrimônio histórico, construído para abrigar o centro cívico do antigo estado do Rio de Janeiro, hoje todos abrigam espaços culturais - composto atualmente pela Câmara Municipal de Niterói e seu arquivo histórico, Biblioteca Estadual de Niterói, o antigo Tribunal de Justiça (atual Centro de Memória Judiciária de Niterói) e Liceu Nilo Peçanha e o monumento Triunfo a República.